# 木曜ドラマ9
木曜ドラマ9（もくようドラマナイン）および木曜ドラマ劇場（もくようドラマげきじょう）は、TBS系列で、2011年10月27日から2015年9月17日まで、毎週木曜日の21:00 - 21:54（JST）に放送されていたテレビドラマ枠。

## 概要
この放送枠では、かつては1978年1月から1989年9月までTBSの看板音楽番組『ザ・ベストテン』が放送されていた枠であったが、『ザ・ベストテン』終了後の1989年10月よりドラマ枠に移行し、2009年3月まで『HOTEL』『渡る世間は鬼ばかり』『3年B組金八先生』（第4,5,6,8シリーズ）などの代表作を輩出していた。その後、2009年4月の改編でバラエティ番組枠に転向され、ドラマ枠は水曜21時台に移設となったが、1年半後の2010年10月より再度ドラマ枠に復帰。『渡る世間は鬼ばかり』の最終シリーズを放送した。
2011年9月に『渡る世間は鬼ばかり』の最終シリーズが終了。同年10月よりドラマ枠を継続した上で、それまで放送されたホームドラマ等ファミリー向けの作品から、若年層向け等の作品も制作するドラマ枠へと一新することになった。これに伴い、枠のゾーン名“木曜ドラマ9”がつけられた。なお、公式には「新しいドラマ枠」「ドラマ枠の新設」と謳われ、さらに、これまで実施されなかったデータ放送を実施していた。
作品毎の平均視聴率では、初期の2作品こそ2ケタを超えたものの、「木曜ドラマ」（テレビ朝日系）や『とんねるずのみなさんのおかげでした』（フジテレビ系）や『秘密のケンミンSHOW』（読売テレビ制作、日本テレビ系列）といった強力な裏番組に押され1ケタ低迷が続いた。特に2013年10月期の『夫のカノジョ』では、2000年以降のプライムタイムに放送された民放ドラマ（テレビ東京除く）史上最低の平均視聴率（3.8%）及び最低視聴率（第4話3.0%）を更新し、全9話を8話に短縮する形で打ち切りにされた。
当枠は、初回に限っての放送時間の拡大は行ったが、最終回に限っての放送時間の拡大は全作品とも行わなかった。
2014年1月からは枠名を『木曜ドラマ劇場』に改題した。
2014年10月期の編成は1クールで2本放送する変則体制となる。これは4月期に放送された『MOZU』の第2期『MOZU Season2』が5回放送されるための兼ね合いによるもので、その次の『ママとパパが生きる理由。』も5回の短編となった。
2015年7月クールの『37.5℃の涙』をもって本枠は廃枠となり、同年10月クールからは、本番組の前座番組『ニンゲン観察バラエティ モニタリング』が本番組の後枠を吸収し、正式に19時56分からの2時間番組としてリニューアルされることが同年7月23日に発表された。また、これに代わる形で水曜23:53 - 翌0:23枠に新しいドラマ枠『水ドラ!!』を設置した。なお本枠の廃枠に伴い、現在はDVDが販売されている他、TBS21時のドラマ枠は『日曜劇場』のみとなった（平日は全廃）。

## 作品リスト
以下の制作プロダクション記号が無いものはTBSテレビの局制作。原作者の（）内は出版社及び掲載誌となっている。
- ［D］ - ドリマックス・テレビジョン（現・TBSスパークル）
- ［P］ - テレパック
- ［C］ - オフィスクレッシェンド
- ［H］ - ホリプロ
- ［W］ - WOWOW
- ［K］ - 共同テレビジョン

### 2011年
ランナウェイ〜愛する君のために（10月27日 - 12月22日）［D］
主演：市原隼人

### 2012年
最高の人生の終り方〜エンディングプランナー〜（1月12日 - 3月15日）
主演：山下智久
パパドル!（4月19日 - 6月28日）［D］
主演：錦戸亮（関ジャニ∞）
ビギナーズ!（7月12日 - 9月20日）
主演：藤ヶ谷太輔・北山宏光（共にKis-My-Ft2）
レジデント〜5人の研修医（10月18日 - 12月20日）［P］
主演：仲里依紗

### 2013年
あぽやん〜走る国際空港（1月17日 - 3月21日）［C］
原作：新野剛志（文藝春秋文春文庫刊）
主演：伊藤淳史
潜入探偵トカゲ（4月18日 - 6月20日）
主演：松田翔太
ぴんとこな（7月18日 - 9月19日）
原作：嶋木あこ（小学館Cheese!掲載）
主演：玉森裕太（Kis-My-Ft2）
夫のカノジョ（10月24日 - 12月12日）［H］
原作：垣谷美雨（双葉社双葉文庫刊）
主演：川口春奈、鈴木砂羽
（ここまでは木曜ドラマ9）

### 2014年
（ここからは木曜ドラマ劇場）
Dr.DMAT（1月9日 - 3月20日）［D］
原作：高野洋・菊地昭夫（集英社グランドジャンプ掲載）
主演：大倉忠義（関ジャニ∞）
MOZU シーズン1〜百舌の叫ぶ夜〜（4月10日 - 6月12日）［W］
原作：逢坂剛（集英社集英社文庫刊）
主演：西島秀俊
同窓生〜人は、三度、恋をする〜（7月10日 - 9月11日）［P］
原作：柴門ふみ（小学館ビッグコミックス刊）
主演：井浦新
MOZU シーズン2〜幻の翼〜（10月16日 - 11月13日）［W］
原作：逢坂剛（集英社集英社文庫刊）
主演：西島秀俊
ママとパパが生きる理由。（11月20日 - 12月18日）［K］
原作：芽生（大和出版刊）
主演：吹石一恵、青木崇高

### 2015年
美しき罠〜残花繚乱〜（1月8日 - 3月12日）［K］
原作：岡部えつ（双葉社刊）
主演：田中麗奈
ヤメゴク〜ヤクザやめて頂きます〜（4月16日 - 6月18日）
主演：大島優子
37.5℃の涙（7月9日 - 9月17日）［P］（木曜ドラマ劇場・最終作）
原作：椎名チカ（小学館Cheese!掲載）
主演：蓮佛美沙子

## 歴代平均視聴率10傑
| 1  | 最高の人生の終り方〜エンディングプランナー〜 | 2012年 | 11.1% |
| 2  | MOZU シーズン1〜百舌の叫ぶ夜〜               | 2014年 | 11.0% |
| 3  | ランナウェイ〜愛する君のために               | 2011年 | 10.2% |
| 4  | 潜入探偵トカゲ                               | 2013年 | 9.9%  |
| 5  | あぽやん〜走る国際空港                       | 2013年 | 8.7%  |
| 6  | 同窓生〜人は、三度、恋をする〜               | 2014年 | 8.2%  |
| 6  | パパドル!                                    | 2012年 | 8.2%  |
| 8  | ぴんとこな                                   | 2013年 | 7.5%  |
| 9  | ビギナーズ!                                  | 2012年 | 7.3%  |
| 10 | Dr.DMAT                                      | 2014年 | 6.9%  |

（ビデオリサーチ調べ、関東地区）

## ネット局
| 放送対象地域   | 放送局                  | 系列    | 放送曜日・時間     | 備考       |
| -------------- | ----------------------- | ------- | ------------------ | ---------- |
| 関東広域圏     | TBSテレビ(TBS)          | TBS系列 | 木曜 21:00 - 21:54 | 制作局     |
| 北海道         | 北海道放送(HBC)         | TBS系列 | 木曜 21:00 - 21:54 | 同時ネット |
| 青森県         | 青森テレビ(ATV)         | TBS系列 | 木曜 21:00 - 21:54 | 同時ネット |
| 岩手県         | IBC岩手放送(IBC)        | TBS系列 | 木曜 21:00 - 21:54 | 同時ネット |
| 宮城県         | 東北放送(TBC)           | TBS系列 | 木曜 21:00 - 21:54 | 同時ネット |
| 山形県         | テレビユー山形(TUY)     | TBS系列 | 木曜 21:00 - 21:54 | 同時ネット |
| 福島県         | テレビユー福島(TUF)     | TBS系列 | 木曜 21:00 - 21:54 | 同時ネット |
| 山梨県         | テレビ山梨(UTY)         | TBS系列 | 木曜 21:00 - 21:54 | 同時ネット |
| 新潟県         | 新潟放送(BSN)           | TBS系列 | 木曜 21:00 - 21:54 | 同時ネット |
| 長野県         | 信越放送(SBC)           | TBS系列 | 木曜 21:00 - 21:54 | 同時ネット |
| 静岡県         | 静岡放送(SBS)           | TBS系列 | 木曜 21:00 - 21:54 | 同時ネット |
| 富山県         | チューリップテレビ(TUT) | TBS系列 | 木曜 21:00 - 21:54 | 同時ネット |
| 石川県         | 北陸放送(MRO)           | TBS系列 | 木曜 21:00 - 21:54 | 同時ネット |
| 中京広域圏     | CBCテレビ(CBC)          | TBS系列 | 木曜 21:00 - 21:54 | 同時ネット |
| 近畿広域圏     | 毎日放送(MBS)           | TBS系列 | 木曜 21:00 - 21:54 | 同時ネット |
| 鳥取県・島根県 | 山陰放送(BSS)           | TBS系列 | 木曜 21:00 - 21:54 | 同時ネット |
| 岡山県・香川県 | 山陽放送(RSK)           | TBS系列 | 木曜 21:00 - 21:54 | 同時ネット |
| 広島県         | 中国放送(RCC)           | TBS系列 | 木曜 21:00 - 21:54 | 同時ネット |
| 山口県         | テレビ山口(tys)         | TBS系列 | 木曜 21:00 - 21:54 | 同時ネット |
| 愛媛県         | あいテレビ(itv)         | TBS系列 | 木曜 21:00 - 21:54 | 同時ネット |
| 高知県         | テレビ高知(KUTV)        | TBS系列 | 木曜 21:00 - 21:54 | 同時ネット |
| 福岡県         | RKB毎日放送(rkb)        | TBS系列 | 木曜 21:00 - 21:54 | 同時ネット |
| 長崎県         | 長崎放送(NBC)           | TBS系列 | 木曜 21:00 - 21:54 | 同時ネット |
| 熊本県         | 熊本放送(RKK)           | TBS系列 | 木曜 21:00 - 21:54 | 同時ネット |
| 大分県         | 大分放送(OBS)           | TBS系列 | 木曜 21:00 - 21:54 | 同時ネット |
| 宮崎県         | 宮崎放送(mrt)           | TBS系列 | 木曜 21:00 - 21:54 | 同時ネット |
| 鹿児島県       | 南日本放送(MBC)         | TBS系列 | 木曜 21:00 - 21:54 | 同時ネット |
| 沖縄県         | 琉球放送(RBC)           | TBS系列 | 木曜 21:00 - 21:54 | 同時ネット |